# Brachychiton
Genre
Classification phylogénétique
Brachychiton est un genre de plantes à fleurs  de la famille des Sterculiaceae. Il comprend 31 espèces d'arbres et de grand buissons originaires pour 30 d'entre eux de l'Australie et pour 1 de Nouvelle-Guinée. Elles sont quelquefois appelées arbres-bouteilles. Les études de fossiles en Nouvelle-Galles du Sud et en Nouvelle-Zélande montrent qu'ils existaient déjà au Tertiaire, il y a 50 millions d'années.
Ils mesurent entre 4 et 30 mètres de haut et quelques-uns perdent leurs feuilles en saison sèche. Plusieurs espèces ont un tronc pansu, bombé, utilisé pour stocker de l'eau en saison sèche. Les feuilles peuvent être simples, entières, palmées ou lobées. Elles mesurent de 4 à 20 centimètres de long et de large.
Toutes les espèces sont monoïques avec des fleurs mâles et des fleurs femelles sur le même arbre. Le calice, en forme de cloche, est fortement coloré dans la plupart des espèces. Les fleurs femelles ont cinq carpelles séparés qui donnent chacun un fruit contenant plusieurs graines. La couleur des fleurs est variable avec les espèces. Les espèces qui poussent dans l'est perdent leurs feuilles avant de fleurir mais ceux des régions plus sèches les gardent.

## Espèces
Espèces selon The Plant List :
- Brachychiton acerifolius (A.Cunn. ex G.Don) F.Muell.
- Brachychiton acuminatus Guymer
- Brachychiton albidus Guymer
- Brachychiton × allochrous Guymer
- Brachychiton australis (Schott & Endl.) A.Terracc.
- Brachychiton bidwillii Hook.
- Brachychiton × carneus Guymer
- Brachychiton carruthersii Müll.Arg.
- Brachychiton chillagoensis Guymer
- Brachychiton collinus Guymer
- Brachychiton compactus Guymer
- Brachychiton discolor F.Muell.
- Brachychiton diversifolius R.Br.
- Brachychiton × excellens Guymer
- Brachychiton fitzgeraldianus Guymer
- Brachychiton garrawayae (Bailey) Guymer
- Brachychiton grandiflorus Guymer
- Brachychiton gregorii F.Muell.
- Brachychiton × hirtellus Guymer
- Brachychiton incanus R.Br.
- Brachychiton × incarnatus Guymer
- Brachychiton megaphyllus Guymer
- Brachychiton muellerianus Guymer
- Brachychiton multicaulis Guymer
- Brachychiton obtusilobus Guymer
- Brachychiton paradoxus Schott & Endl.
- Brachychiton populneus (Schott & Endl.) R.Br.
- Brachychiton rupestris (T.Mitch. ex Lindl.) K.Schum.
- Brachychiton spectabilis Guymer
- Brachychiton tridentatus Guymer
- Brachychiton tuberculatus (W.Fitzg.) Guymer
- Brachychiton × turgidulus Guymer
- Brachychiton velutinosus Kosterm.
- Brachychiton × vinicolor Guymer
- Brachychiton viridiflorus (W.Fitzg.) Guymer
- Brachychiton viscidulus (W.Fitzg.) Guymer
- Brachychiton vitifolius (Bailey) Guymer
- Brachychiton xanthophyllus Guymer

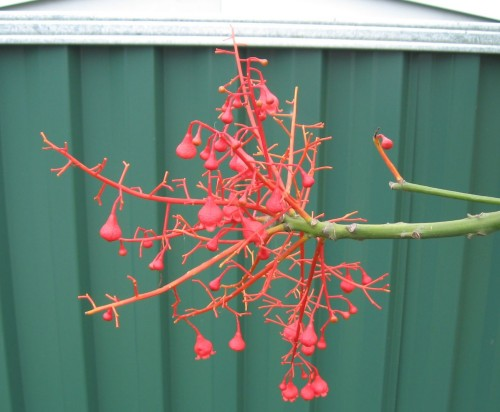
Inflorescence.
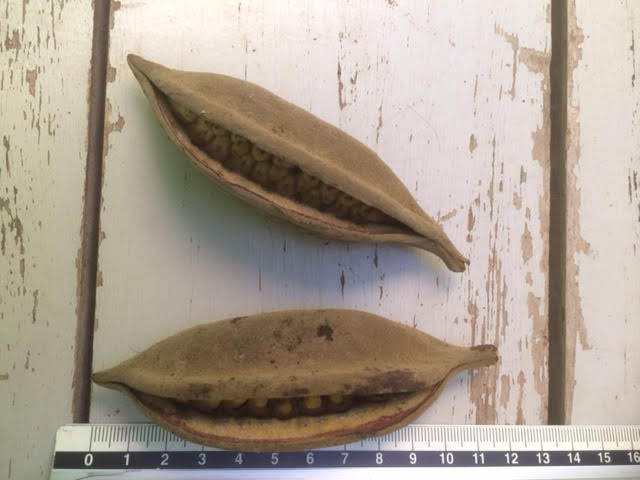
Fruits de Brachychiton acerifolius pas encore mûrs, encore trop fermés pour disperser leurs graines.
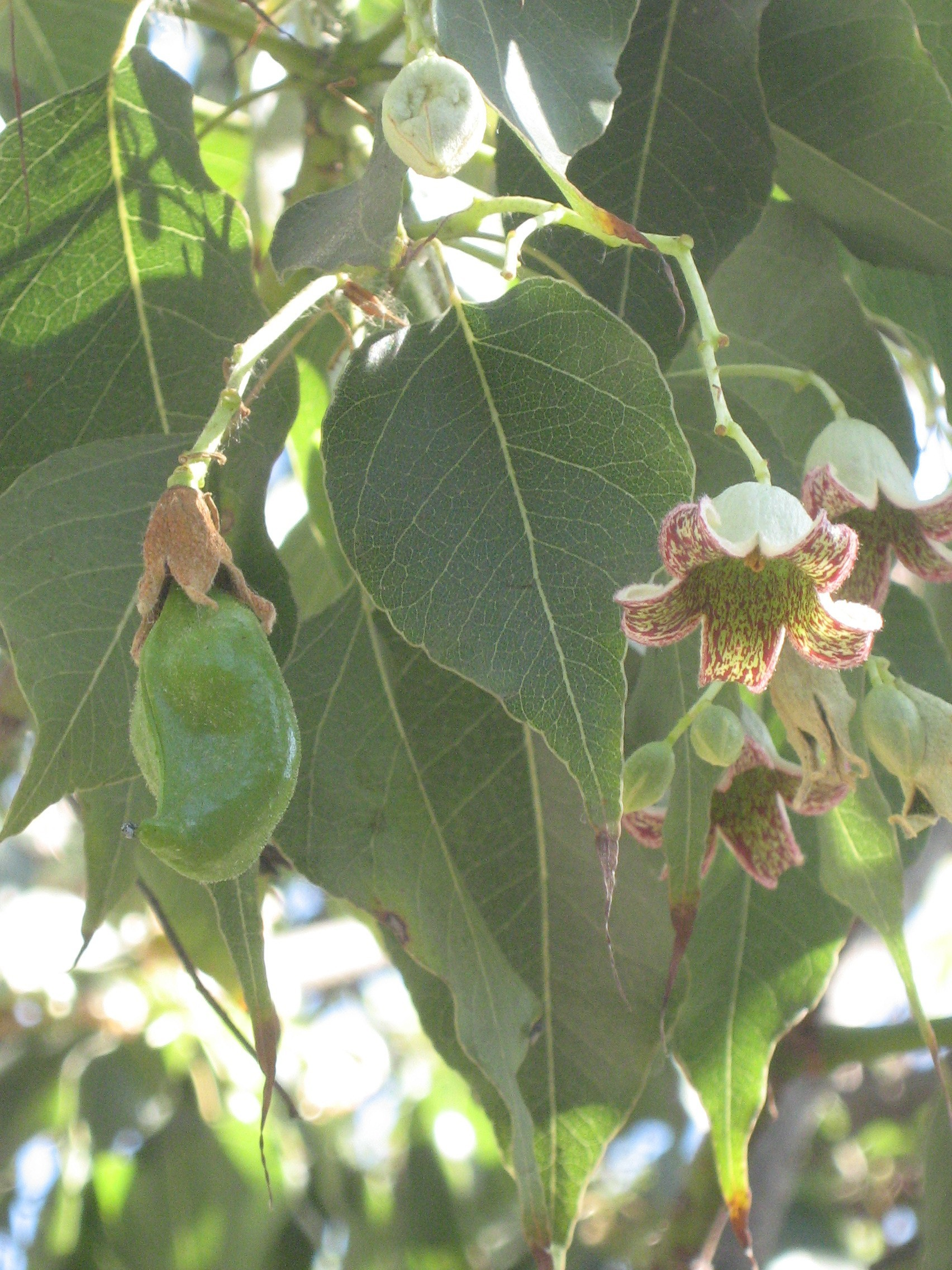
B. populneus.
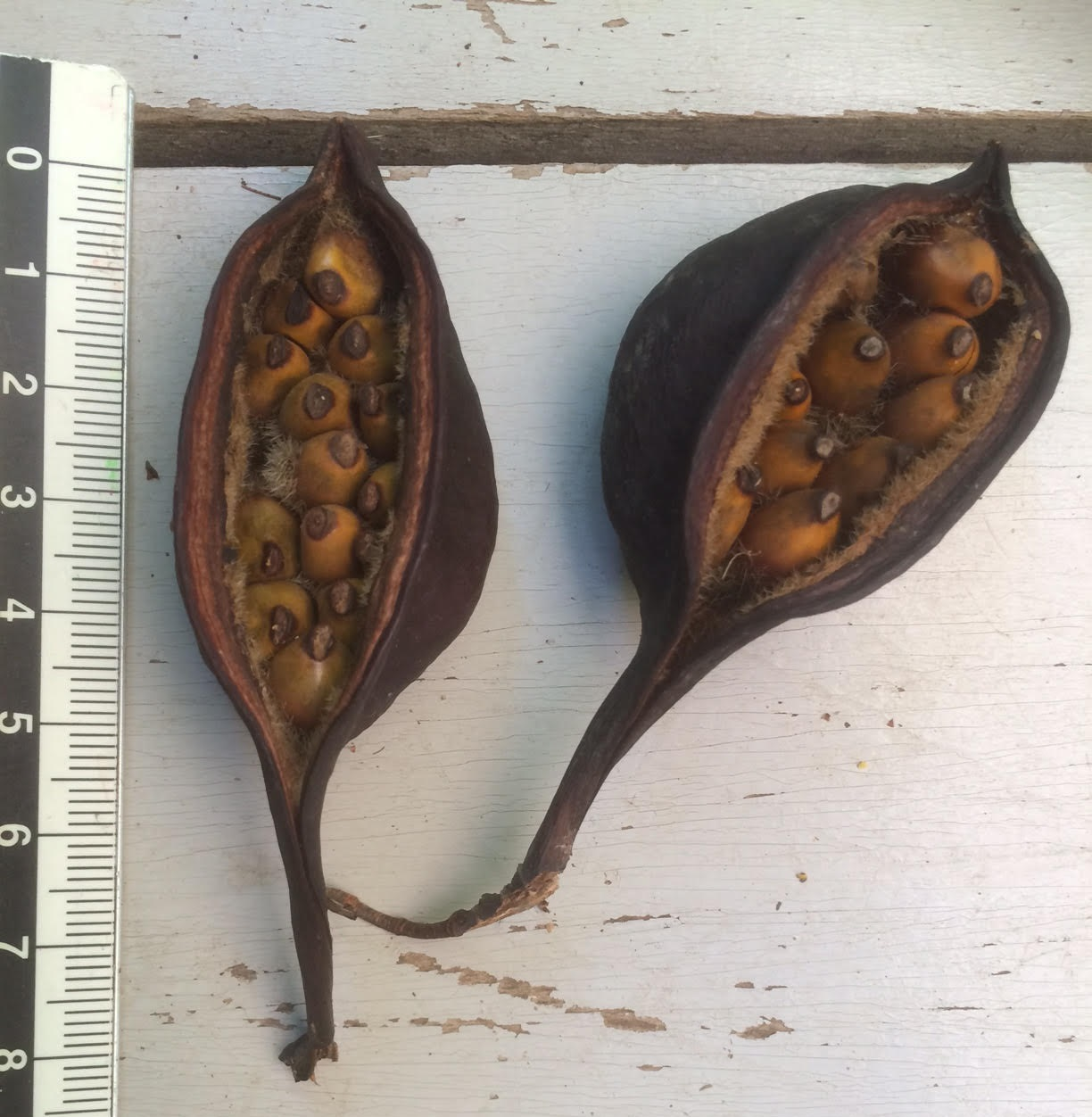
Fruits de Brachychiton populneus mûrs, prêts à disperser leurs graines.